# محوطه سماوات ۳
محوطه سماوات ۳ در شهرستان گیلانغرب، بخش مرکزی، دهستان چله، ۴۵۰ متری شمال غربی روستای سماوات واقع شده و این اثر در تاریخ ۲۷ اسفند ۱۳۸۶ با شمارهٔ ثبت ۲۲۴۳۶ به‌عنوان یکی از آثار ملی ایران به ثبت رسیده است.